# Aelurillus

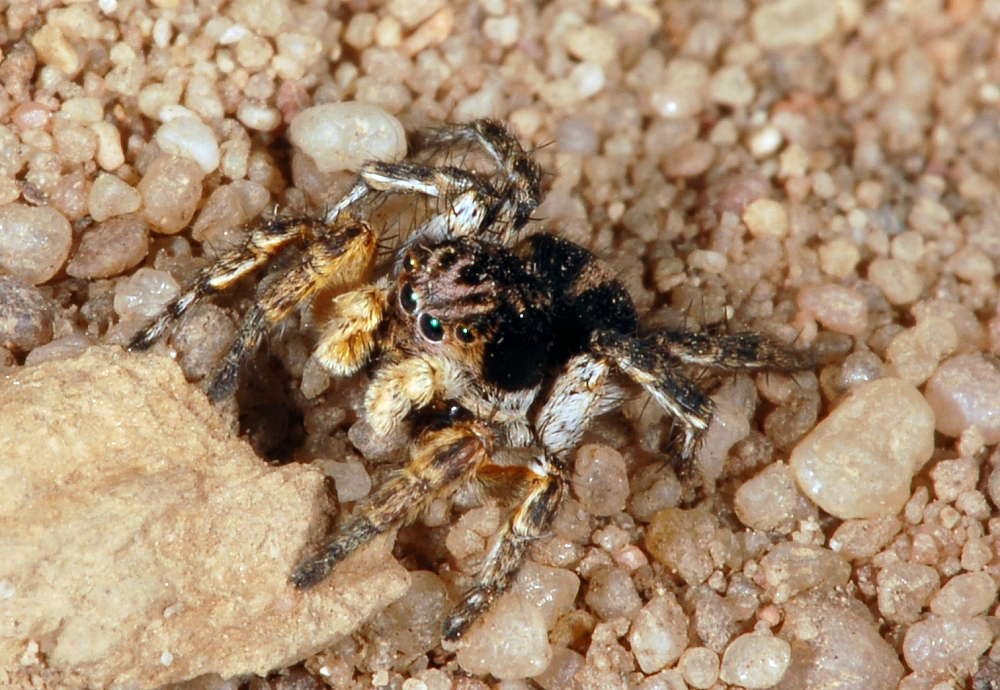
Uma aranha A. v-insignitus macho

Aelurillus é um gênero de aranhas da família Salticidae, também conhecidas como aranhas saltadoras.

## Descrição
No gênero Aelurillus as fêmeas normalmente tem tamanho de 7 mm enquanto os machos tem tamanho de até 5 mm. São aranhas corpulentas, largas e bastante peludas. As fêmeas frequentemente tem manchas de marrons, enquanto os machos são frequentemente pretos, algumas vezes com padrões mais claros, e pernas em formato de anel.

## Hábitos
Aranhas desse gênero se alimentam principalmente de formigas (Mirmecófago). Espécies de Aelurillus do sul da Ásia conseguem pular cerca de 30-40 vezes o comprimento do seu corpo.
Essas aranhas gostam de lugares quentes, secos e pedregosos ou pequenas áreas abertas com ganhos e outros vegetais rateiros.

## Distribuição
Aelurillus está presente na Região paleoártica e na África, com poucas espécies conhecidas da Índia e Sri Lanka. Aelurillus subfestivus é encontrada no Japão.